# Etobicoke-Centre
Pour la circonscription provinciale, voir Etobicoke-Centre (circonscription provinciale).
Circonscription électorale fédérale du Canada
Etobicoke-Centre est une circonscription électorale fédérale canadienne située en Ontario.

## Géographie
La circonscription est située dans la région du grand Toronto. 
Les circonscriptions limitrophes sont Etobicoke—Lakeshore, Mississauga-Est—Cooksville, Mississauga—Malton, Etobicoke-Nord, York-Sud—Weston—Etobicoke et Taiaiako'n—Parkdale—High Park.

## Historique
La circonscription d'Etobicoke-Centre est créée en 1976 d'une partie d'Etobicoke.
Lors du redécoupage électorale de 2022-2023, la circonscription : 
- au nord : 
  - elle gagne la partie située au nord de l'avenue Eglinton (en) entre l'autoroute 401 et la route Martin Grove (en) ;
  - elle perd la partie située au nord de l'avenue Eglinton et à l'est de la route Royal York (en) ainsi que la partie située au nord de The Westway entre l'avenue Kipling (en) et la route Royal York.
- au sud :
  - elle gagne la partie située au nord de la voie ferrée du Canadien Pacifique entre le ruisseau Etobicoke (en) et le ruisseau Mimico (en) ;
  - elle perd la partie à l'est du ruisseau Mimico située entre la voie ferrée du Canadien Pacifique et la rue Dundas (en) Ouest.

## Députés
| Législature                                                   | Années        | Député             | Parti | Parti                     |
| ------------------------------------------------------------- | ------------- | ------------------ | ----- | ------------------------- |
| Etobicoke-Centre issue d'Etobicoke et High Park—Humber Valley |               |                    |       |                           |
| 31e                                                           | 1979–1980     | Michael Wilson     |       | Progressiste-conservateur |
| 32e                                                           | 1980–1984     | Michael Wilson     |       | Progressiste-conservateur |
| 33e                                                           | 1984–1988     | Michael Wilson     |       | Progressiste-conservateur |
| 34e                                                           | 1988–1993     | Michael Wilson     |       | Progressiste-conservateur |
| 35e                                                           | 1993–1997     | Allan Rock         |       | Libéral                   |
| 36e                                                           | 1997–2000     | Allan Rock         |       | Libéral                   |
| 37e                                                           | 2000–2004     | Allan Rock         |       | Libéral                   |
| 38e                                                           | 2004–2006     | Borys Wrzesnewskyj |       | Libéral                   |
| 39e                                                           | 2006–2008     | Borys Wrzesnewskyj |       | Libéral                   |
| 40e                                                           | 2008–2011     | Borys Wrzesnewskyj |       | Libéral                   |
| 41e                                                           | 2011–2015     | Ted Opitz (en)     |       | Conservateur              |
| 42e                                                           | 2015–2019     | Borys Wrzesnewskyj |       | Libéral                   |
| 43e                                                           | 2019–2021     | Yvan Baker         |       | Libéral                   |
| 44e                                                           | 2021–2025     | Yvan Baker         |       | Libéral                   |
| 45e                                                           | 2025–en cours | Yvan Baker         |       | Libéral                   |

## Résultats électoraux
|       | Candidat           | Parti                       | # de voix | % des voix |
|       | (X) Ted Opitz      | Conservateur                | +23 070,  | 37,33 %    |
|       | Borys Wrzesnewskyj | Libéral                     | +32 612,  | 52,77 %    |
|       | Tanya De Mello     | NPD                         | +04 886,  | 7,91 %     |
|       | Shawn Rizvi        | Vert                        | +00856,   | 1,39 %     |
|       | Rob Wolvin         | Parti progressiste canadien | +00378,   | 0,61 %     |
| Total | Total              | Total                       | 61 802    | 100 %      |

|       | Candidat               | Parti              | # de voix | % des voix |
|       | Ted Opitz              | Conservateur       | +21 644,  | 41,21 %    |
|       | (x) Borys Wrzesnewskyj | Libéral            | +21 618,  | 41,16 %    |
|       | Ana Maria Rivero       | NPD                | +07 735,  | 14,73 %    |
|       | Katarina Zoricic       | Vert               | +01 377,  | 2,62 %     |
|       | Sarah Thompson         | Marxiste-léniniste | +00149,   | 0,28 %     |
| Total | Total                  | Total              | 52 523    | 100 %      |

|       | Candidat               | Parti        | # de voix | % des voix |
|       | Axel Kuhn              | Conservateur | +18 839,  | 37,51 %    |
|       | (x) Borys Wrzesnewskyj | Libéral      | +24 537,  | 48,85 %    |
|       | Joseph Schwartz        | NPD          | +04 164,  | 8,29 %     |
|       | Marion Schaffer        | Vert         | +02 688,  | 5,35 %     |
| Total | Total                  | Total        | 50 228    | 100 %      |